# پنج رساله
پنج رساله مجموعه‌ای از چند اثر ابن سینا، در موضوع لغت و تفسیر برخی از سوره‌ها و... است که رساله‌های تفسیری توسط فخر الدین بن احمد رودباری، در حدود قرن سیزدهم قمری، به زبان فارسی ترجمه شده است و بقیه به همان زبان عربی باقی‌مانده است.

## ساختارکتاب
این مجموعه، مشتمل بر پنج رساله به نام‌های تفسیرسوره توحید، تفسیرسوره فلق، تفسیرسوره ناس، رساله بعض الافاضل الی علماء مدینه السلام فی مقولات الشیخ الرئیس و رساله فی لغه ابی علی بن سینا است که تقریباً همگی فاقد باب بندی و فصل بندی است.

## گزارش محتوا

### تفسیر سوره توحید
آنچه بو علی سینا، در رساله تفسیری خود از سه سوره آخر قرآن؛ یعنی سوره توحید، سوره فلق و سوره ناس، بدان توجه دارد، نگاهیفلسفی بهآیات قرآن است. بو علی، در تفسیر این سوره، ابتدا توضیحی در مورد «قل هو الله احد» می‌دهد و «هو» راهویت مطلقه‌ای می‌داند که هویتش از خودش می‌باشد و در ادامه می‌گوید: از آن جایی که ازهویت الهیه، به خاطرجلالت و عظمتش، نمی‌توان تعبیر کرد، به همین جهت بعد از کلمه هو به بیان «الله» پرداخته است. وی «احد» را مبالغه دروحدت می‌داند و می‌گوید: مبالغه تامه دروحدت، مگر زمانی که واحدیت به گونه‌ای باشد که کامل تر از آن و شدیدتر از آن ممکن نباشد، صحیح نخواهد بود. در مورد آیه «الله الصمد»، می‌گوید: برای معنایصمد دو تفسیر می‌باشد: یکی به معنی کسی که جوف ندارد و دیگری به معنی سید که بنا بر تفسیر اول، معنیسلبی خواهد داشت و بنا بر تفسیر دوم معنای اضافی؛ یعنی او نسبت به همگان سید است. در تفسیر آیه «لم یلد و لم یولد»، گفته شده: وقتی مشخص شد که همه موجودات مستند به واجب‌اند و محتاج به او و او معطیوجود به جمیع موجودات است، مشخص می‌شود که صدورمثل از ویممتنع می‌باشد، زیرا هر چیزی که مثلش از آن متولد گردد، ماهیتش مشترک بین خود و مثلش خواهد بود. اما تولد از غیر نیز فقط برایماده می‌باشد. نهایتاً نتیجه این می‌شود که «لم یلد» لانه «لم یولد». بو علی، در مورد آیه «و لم یکن له کفوا احد» می‌گوید: وقتی مشخص گردید کهواجب نه متولد از غیر است نه مثلش از اومتولد شده است، معلوم می‌شود که هیچکفوی ندارد که در قوه وجود با او مساوی باشد. مؤلف، در خاتمه، به تبیین کلی حقایق این سوره می‌پردازد.

### تفسیر سوره فلق
از آن جا که ابن سینا بدون هیچ مقدمه‌ای وارد تفسیر اولینآیه سوره فلق (حتی بدون بسم الله الرحمن الرحیم) شده است، این احتمال را تقویت می‌کند که بو علی این سوره و امثال آن را با هم تفسیر کرده و بعداً به صورت رساله‌های جداگانه در آمده است. در تفسیر «قل اعوذ برب الفلق» گفته شده: «رب‌الفلق»؛ یعنی فالقظلمت عدم باوجود و این از لوازمخیریت محضه فائضهخداوند است. بو علی می‌گوید: اولین وجود صادر از خداوندقضای اوست که هیچشری در آن وجود ندارد. «من شر ما خلق»، مراد شری است که در ناحیهخلق وتقدیر وجود دارد، زیرا شر از اجسام دارای تقدیر ناشی می‌شود و... ابن سینا، در پاسخ به اینکه چرا گفته شده رب‌الفلق، نه اله الفلق و... ؟ نکته ظریفی را بیان می‌کند که بازگشتش بهمربوبیت تمامجهان هستی و در نتیجه نیاز همیشگی آن بهرب است. «من شر غاسق اذا وقب» به این صورتتفسیر شده است که مستعیذ، نفس جزئیهانسان جزئی است که ازشرور لازمه در اشیای دارای تقدیر و واقع در صقع قدر، استعاذه می‌جوید. «من شر النفاثات فی العقد» اشاره‌ای است بهقوه نباتیه موکل تدبیر بدن ونشو و نمای آن... پس نفاثات همان قوای نباتیه می‌باشد که نفث آن، سبب زیادتجوهر شی ء در مقدار از جمیع جهات آن؛ یعنیطول، عرض وعمق می‌گردد. «و من شر حاسد اذا حسد» به معنی نزاع حاصل بین بدن و قوای کلی آن و بیننفس است... ابن سینا می‌گوید: بین نفس و بدن، نزاع دیگری نیز هست و آن، همانحسدی است که بینآدم وابلیس ایجاد شد.

### تفسیر سوره ناس
بو علی، در تفسیر قل اعوذ بر ب الناس آیه اول، می‌گوید: منظور ازربوبیت، تربیت است وتربیت عبارت است از تسویه مزاج و مراد از این قول خداوند که می‌فرماید: «فاذا سویته»، همین می‌باشد. این، اولین نعمت الهی بر انسان است، که در مرحله بعدی تربیت به واسطه قهر و غلبه می‌باشد... «من شر الوسواس الخناس»، قوه‌ای کهوسوسه را ایجاد می‌کند، قوه متخیله است، البته در صورتی کهنفس حیوانی آن را به کار گیرد. «الذی یوسوس فی صدور الناس»، بیان گر معنایخناس است که همان قوه متخیله می‌باشد و باعث ایجاد وسوسه در سینه‌ها می‌شود و این بدان جهت است که ثابت شد متعلق اول برای نفس انسانیقلب می‌باشد و به واسطه آن، قوا در سایر اعضا پراکنده می‌شود، پس تأثیر وسوسه، اول درسینه خواهد بود. «من الجنه و الناس»،جن، عبارت است از استتار وانس، عبارت است از استئناس. بنا بر این امور مستتر همانحواس باطن و امور مستانسه همانحواس ظاهر هستند.

### رساله بعض الافاضل الی علماء
رساله بعض الافاضل الی علماء مدینه السلام، منسوب به ابن سینا و در موضوعوجود کلی طبیعی است. مؤلف، در این رساله به نقد نظریه دانشمندی همدانی دربارهوجود خارجی کلی طبیعی و پاره‌ای از مسائل دیگر پرداخته و آن را برای دانشمندانبغداد ارسال نموده تا در مورد آن اظهار نظر نمایند و مشخص کنند که کدام یک از آن دو برحق یا برباطل یا دچارغفلت و قصورند. در ادامه، نظریات دانشمند همدانی را نقل می‌کند و به نقد آنها می‌پردازد؛ به عنوان نمونه، خلاصه یکی از نظریات وی چنین است: در جهان هستی، انسانیت واحدی وجود دارد که عیناً مقارن با عوارضی است که زید قائم به آنهاست؛ این انسانیت واحد همراه با این عوارض، غیر از همین انسانیت است همراه با عوارض دیگر. این موجود واحد خود تغییرناپذیر است و زمانی که زید می‌میرد، تنها عوارض مخصوص به زید، از آن موجود واحد جدا می‌گردد... صورتی که درآینه نقش می‌بندد، عیناً همان صورتی است که در چهره زید آشکار می‌باشد؛ نه چیزی دیگر مثل آن... در برابر وی، مؤلف، می‌فرماید: انسانیتواحد، کثیر است؛ نهذاتی واحد و این کثرت به اعتبار اضافات گوناگون نیست، بلکه ذات انسانیتی که مقارن با خواص زید است غیر از ذات انسانیتی است که همراه با خواص عمرو می‌باشد.

### رساله فی لغه ابی علی بن سینا
علی الظاهر بو علی، در اواخر عمر خود، در هنگام سکونت دراصفهان، شروع به نوشتن کتابی بهزبان عربی، برای توضیح بعضی از لغات اسلامی- اعتقادی و تاریخی، به نام «لسان العرب» می‌کند که به فرجام نمی‌رسد. رساله حاضر که «رساله فی لغه ابی علی بن سینا» نامیده شده است، در واقع بخشی است از آن کتاب. مؤلف، در توضیح لغتصابئین، می‌گوید: آنها قومی ازیهود بودند که ازدین خود خارج شدند، سپس توضیحی در مورد کلمه جن می‌دهد و آن گاه اقدام به توضیحی در موردکتاب‌های آسمانی کرده و می‌گوید: تورات وانجیل دواسم معرب ازعبریند، امازبور کلمه‌ای عربی است که از زبرمشتق شده است، سپس چند کتابی را که نسبت بهانبیاء داده‌اند، رد می‌کند و می‌فرماید: بعید است انسان عاقلی این حرف‌ها را بزند چه رسد به انبیاء. مهم‌ترین بخش رساله، توضیحی است مفصل راجع بهقضا وقدر. مؤلف، قضا و قدر را مسئله‌ای می‌داند که تمام کتب آسمانی بر آن صحه گذاشته‌اند، در عین اینکه از تجسس در مورد آننهی نموده‌اند و این بدان جهت است که فهم آن اختصاص به خداوند و بندگان خاص او دارد. در ادامه توضیحی در موردصحابه می‌دهد و ده نفر از اصحاب پیامبر اسلام را که این عنوان بر آنها صادق است، صحابه می‌شمارد. مهاجرین و انصار را هم تعریف کرده؛ مهاجرین را کسانی که با پیامبر اسلام ازمکه بهمدینه هجرت کردند، می‌داند وانصار را اهلیثرب که به هنگام هجرت محمد وی را نصرت و یاری کردند. تعریفعبادت وزهد، بخش دیگری از این رساله را به خود اختصاص داده است که زاهد را به کسی که به خاطر رغبت بهآخرت، بی اعتنایی بهدنیا را پیشه کرده وعابد را به کسی که بر عبادت خدا به خاطر رسیدن به ثواباعتکاف نموده وعارف را به کسی که معرفت به خدا دارد و از تمام اباطیل اعراض کرده، تعریف نموده است. آخرین بخش رساله، توضیحی است راجع بهمذاهب که از آن جملهقدریه، جهمیه، رافضیه، جبریه، شیعه و... می‌باشد. او شیعه را کسانی که بیش از حد متعارف، تمایل بهعلی بن ابی طالب علیه‌السّلام دارند می‌داند و.